# Wrocław Open

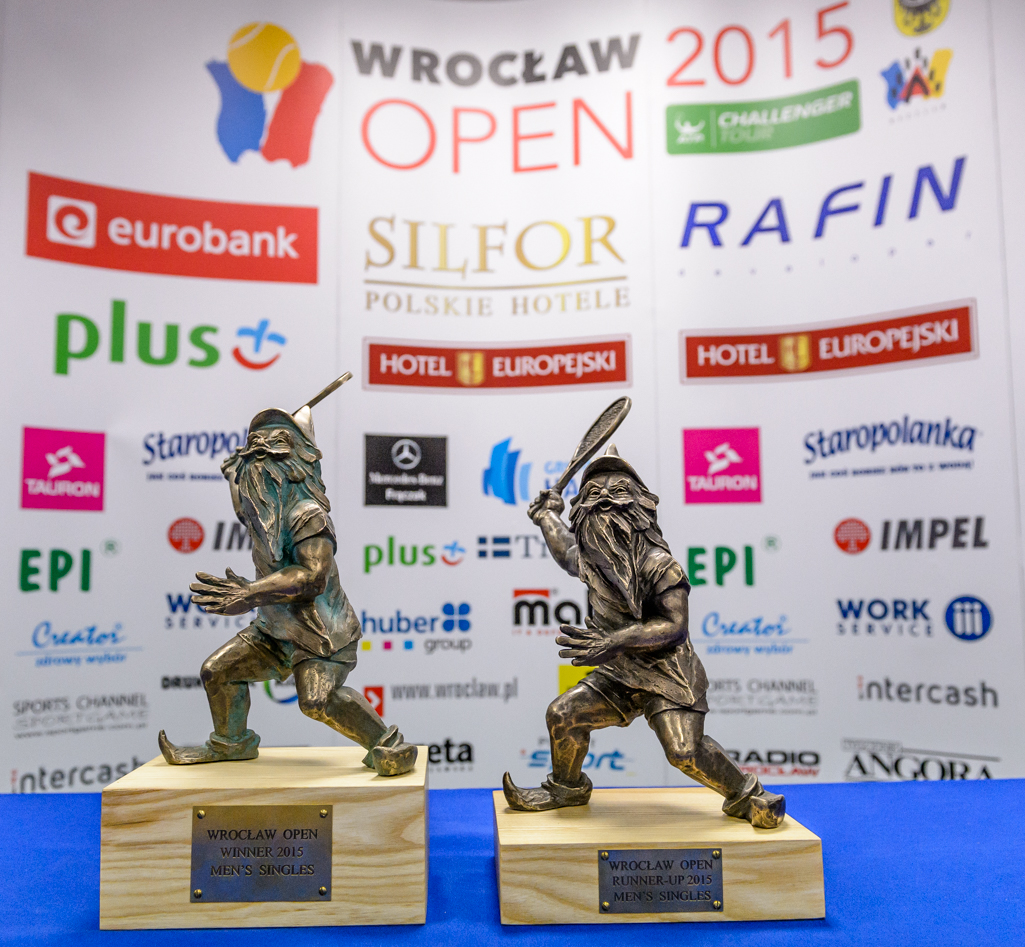
Wrocławskie krasnale, wręczane jako trofea zwycięzców Wrocław Open w latach 2015–2017

Wrocław Open, dawniej KGHM Dialog Polish Indoors – męski turniej tenisowy rozgrywany we Wrocławiu na kortach twardych w hali Orbita (w latach 2000–2009 w Hali Stulecia). Impreza zaliczana jest do cyklu ATP Challenger Tour. Pierwsza edycja turnieju odbyła się w lutym 2000 roku, a w latach 2010–2014 z powodu kryzysu finansowego i braku sponsorów turnieje nie były rozgrywane.

## Mecze finałowe

### gra pojedyncza
| Rok                                            | Mistrz             | Finalista            | Wynik            |
| 2017                                           | Jürgen Melzer      | Michał Przysiężny    | 6:4, 6:3         |
| 2016                                           | Marco Chiudinelli  | Jan Hernych          | 6:3, 7:6(9)      |
| 2015                                           | Farrux Doʻstov     | Mirza Bašić          | 6:3, 6:4         |
| W latach 2010–2014 turniej nie był rozgrywany. |                    |                      |                  |
| 2009                                           | Michael Berrer     | Aleksandr Kudriawcew | 6:3, 6:4         |
| 2008                                           | Kristof Vliegen    | Jürgen Melzer        | 6:4, 3:6, 6:3    |
| 2007                                           | Werner Eschauer    | Tomáš Zíb            | 5:7, 6:4, 6:4    |
| 2006                                           | Lukáš Dlouhý       | Tomáš Zíb            | 7:6(2), 2:6, 6:3 |
| 2005                                           | Robin Vik          | Michal Tabara        | 6:4, 6:3         |
| 2004                                           | Karol Beck         | Jan Hernych          | 6:7(4), 6:2, 6:2 |
| 2003                                           | Karol Kučera       | Igor Kunicyn         | 6:2, 6:1         |
| 2002                                           | Davide Sanguinetti | Antony Dupuis        | 6:3, 6:2         |
| 2001                                           | Axel Pretzsch      | Antony Dupuis        | 7:5, 7:6(1)      |
| 2000                                           | Martin Damm        | Gianluca Pozzi       | 4:6, 6:4, 6:3    |

### gra podwójna
| Rok                                            | Mistrzowie                            | Finaliści                            | Wynik               |
| 2017                                           | Adil Shamasdin Andrej Wasileuski      | Michaił Jełgin Denys Mołczanow       | 6:3, 3:6, 21–19     |
| 2016                                           | Pierre-Hugues Herbert Albano Olivetti | Nikola Mektić Antonio Šančić         | 6:3, 7:6(4)         |
| 2015                                           | Philipp Petzschner Tim Pütz           | Frank Dancevic Andriej Kapaś         | 7:6(4), 6:3         |
| W latach 2010–2014 turniej nie był rozgrywany. |                                       |                                      |                     |
| 2009                                           | Sanchai Ratiwatana Sonchat Ratiwatana | Benedikt Dorsch Sam Warburg          | 6:4, 3:6, 10–8      |
| 2008                                           | James Cerretani Lukáš Rosol           | Werner Eschauer Jürgen Melzer        | 6:7(7), 6:3, 10–7   |
| 2007                                           | Lukáš Rosol Jan Vacek                 | Michal Mertiňák Jean-Claude Scherrer | 7:5, 7:6(4)         |
| 2006                                           | Mariusz Fyrstenberg Marcin Matkowski  | Lukáš Dlouhý Pavel Šnobel            | 3:6, 6:1, 12–10     |
| 2005                                           | Lukáš Dlouhý Martin Štěpánek          | Jason Marshall Huntley Montgomery    | 6:2, 5:7, 6:4       |
| 2004                                           | Dominik Hrbatý Michael Kohlmann       | Łukasz Kubot Bartłomiej Dąbrowski    | 7:5, 6:3            |
| 2003                                           | Petr Luxa David Škoch                 | Petr Pála Pavel Vízner               | 6:4, 6:4            |
| 2002                                           | Ben Ellwood Stephen Huss              | Ałeksandar Kitinow Johan Landsberg   | 6:7(3), 7:5, 7:6(6) |
| 2001                                           | Wayne Black Jason Weir Smith          | Julian Knowle Michael Kohlmann       | 6:3, 6:4            |
| 2000                                           | Petr Kovačka Pavel Kudrnáč            | Jocelyn Robichaud Kyle Spencer       | 3:6, 7:6(6), 6:4    |